# 弗兰克·布鲁因
弗兰克·布鲁因（英語：Frank Brewin，1909年10月21日—1976年4月21日），印度前男子曲棍球运动员。他曾代表英属印度代表队参加1932年夏季奥林匹克运动会曲棍球比赛，获得一枚金牌。